# Ken Spears
Charles Kenneth Spears (12. März 1938 in Los Angeles; † 6. November 2020 in Brea) war ein US-amerikanischer Trickfilmzeichner, Autor, Fernsehproduzent und Toningenieur. Bekannt wurde er vor allem als Miterfinder der Serie Scooby Doo zusammen mit Joe Ruby. Zusammen gründeten sie 1977 die Fernsehproduktionsfirma Ruby-Spears Productions. Zusammen mit Ruby schuf Spears viele weitere Serien wie Jabberjaw, Dynomutt, Dog Wonder und Fangface. Spears arbeitete auch an den Serien Sectaurs, Mister T und Alvin and the Chipmunks mit.
Spears Karriere begann 1959, als er bei Hanna-Barbera als Toningenieur anfing. Bei Hanna-Barbera lernte Spears Ruby kennen, als das Life-Magazin Mitarbeiter des Studios interviewte, und sie begannen, gemeinsam an Zeichentrickprojekten zu arbeiten. Vor Ruby-Spears arbeitete Spears für verschiedene andere Firmen wie DePatie-Freleng Enterprises und Sid and Marty Krofft.
Am 6. November 2020 starb Spears an Lewy-Körper-Demenz, rund drei Monate nach dem Tod von Ruby.

## Biografie
Spears wurde am 12. März 1938 in Los Angeles geboren und wuchs in New York City auf. Seine Mutter Edna (geb. Graiver) starb einen Monat nach seiner Geburt, sein Vater Harry Spears arbeitete als Radiomoderator und Produzent, bevor er ins Immobiliengeschäft einstieg. Während seiner Schulzeit in Kalifornien war Spears mit dem Sohn des Zeichentrickfilmproduzenten William Hanna befreundet.
Als Erwachsener, kurz nachdem er die United States Navy verlassen hatte, wurde Spears 1959 von Hanna-Barbera Productions als Toningenieur eingestellt. Bei einem Interview des Life-Magazins mit dem Studio wurde er von Joseph Barbera vorgestellt und lernte in der Schnittabteilung des Studios Joe Ruby kennen, ebenfalls ein ehemaliger Marine, und die beiden begannen eine Autorenpartnerschaft. Spears und Ruby schrieben Gags und Drehbücher für verschiedene Zeichentrickfilme und Live-Action-Fernsehshows, sowohl als freie Mitarbeiter als auch als fest angestellte Autoren für Hanna-Barbera, Sid and Marty Krofft Television Productions und DePatie-Freleng Enterprises.
Für Hanna-Barbera schufen Spears und Ruby die Serie Scooby-Doo und ihre Hauptfiguren: Fred Jones, Daphne Blake, Velma Dinkley, Shaggy Rogers und die gleichnamige Titelfigur. Die Originalserie Scooby-Doo, Where Are You! wurde im September 1969 auf CBS ausgestrahlt. Nachdem Fred Silverman, der damalige Leiter des Tagesprogramms bei CBS, nach etwa 15 Entwürfen zu dem Schluss gekommen war, dass eine Deutsche Dogge der Star des Projekts sein sollte, probierten Spears und Ruby mehrere Ideen aus, bevor sie sich auf einen feigen Hund einigten, der Rätsel löst. Für H-B kreierten sie auch Help! It's the Hair Bear Bunch, Dynomutt, Dog Wonder, Jabberjaw und Captain Caveman and the Teen Angels. Bei DePatie-Freleng entstanden The Barkleys und The Houndcats. Anfang der 1970er Jahre engagierte Silverman Spears und Ruby als Produktionsleiter für die Samstagmorgen-Zeichentrickserien von CBS – eine Position, die sie bei ABC übernahmen, als Silverman zu diesem Sender wechselte.
Um mit Hanna-Barbera konkurrieren zu können, gründete ABC 1977 ein eigenes Studio für Ruby und Spears, eine Tochtergesellschaft von Filmways. Ruby-Spears Productions produzierte weitere Zeichentrickserien für den Samstagvormittag, darunter Fangface, The Plastic Man Comedy-Adventure Hour, Thundarr the Barbarian, Saturday Supercade, Mister T, Alvin and the Chipmunks und Superman, um nur einige zu nennen. Ruby-Spears wurde 1981 von Taft Entertainment, der Muttergesellschaft von Hanna-Barbera, aufgekauft, und der Katalog wurde 1991 zusammen mit der Hanna-Barbera-Bibliothek und dem Studio an Turner Broadcasting verkauft. Aktuelle Wiederveröffentlichungen von Ruby Spears-Sendungen auf DVD und digitalen Plattformen unterliegen daher dem Copyright von Hanna-Barbera Productions.

## Tod
Spears starb am 6. November 2020 im Alter von 82 Jahren in seinem Haus in Brea, Kalifornien, an den Folgen einer Lewy-Körper-Demenz, drei Monate nach dem Tod von Ruby. Er hatte noch bis zum Tod Rubys am 26. August 2020 an der Produktion und Entwicklung von Zeichentrickserien gearbeitet. Ruby befand sich vor ihrem Tod zwei Jahre lang in Hospizpflege. Es ist nicht bekannt, wie oft die beiden in diesen zwei Jahren zusammengearbeitet haben.